# Соболев, Николай Юрьевич
Никола́й Ю́рьевич Со́болев (род. 18 июня 1993, Санкт-Петербург) — российский видеоблогер, писатель, бизнесмен и певец. Создатель и ведущий YouTube-канала «SOBOLEV» (до ноября 2016 года — «Жизнь Ютуб»), на котором рассказывает об актуальных общественных событиях. Один из основателей двух YouTube-коллективов — «Rakamakafo» и «Ready Steady Go». В 2023—2024 годах имел статус «иностранного агента».

## Биография и карьера
Родился 18 июня 1993 года в Санкт-Петербурге. В школьные годы учился в гимназии № 56. Окончил факультет экономики и менеджмента Санкт-Петербургского политехнического университета.
Первое признание в интернете получил, снимая розыгрыши (пранки) и социальные эксперименты для проекта «Rakamakafo» совместно с Гурамом Нармания, его другом из университета. За данный проект в июне 2015 года они стали лауреатами премии журнала «Собака.ru» — «ТОП 50. Самые знаменитые люди Петербурга» в категории «Медиа». Через четыре месяца, совместно с сообществом в «ВКонтакте» — «Жизнь Ютуб» (сокр. — «ЖЮ») — запустил одноимённый Youtube-канал, в котором в аналитическом формате освещал деятельность российских видеоблогеров и актуальные события Рунета. В 2016 году переименовал Youtube-канал на «SOBOLEV» и сосредоточился на обсуждении резонансных общественных тем (вместе с тем, одноимённый Telegram-канал «ЖЮ» продолжил развиваться как самостоятельный проект, независимый от Николая, сохранив прежнее название. Широкую известность получил после обсуждения дела об изнасиловании Дианы Шурыгиной. На время обсуждения данной темы его канал стал самым быстрорастущим в мире.
9 марта 2017 года вместе с другими популярными блогерами принял участие во встрече с министром культуры России Владимиром Мединским. Целью заседания было обсуждение актуальных способов взаимодействия с молодым поколением, в частности обсуждение популяризации образования и культуры.
Является медийным лицом книг «YouTube. Путь к успеху. Как получать фуры лайков и тонны денег» и «Новый YouTube. Путь к успеху. Как получать фуры лайков и тонны денег».
10 августа 2017 года стало известно о запуске нового еженедельного шоу Соболева в формате викторины с известными людьми. Шоу было запущено под названием «Соболев бомбит» эксклюзивно для социальной сети «ВКонтакте». Производством шоу занималось агентство WildJam, а генеральным спонсором являлся сервис «Яндекс.Такси». Всего вышло 12 выпусков, которые выкладывались с периодичностью раз в неделю. По формату шоу напоминало телеигру «Такси», выходившую с 2005 по 2009 год на телеканале ТНТ.
3 июня 2018 года появились сообщения о том, что на Соболева напали неизвестные; он якобы получил закрытую черепно-мозговую травму и сотрясение мозга. Впоследствии выяснилось, что это был социальный эксперимент, сделанный самим Николаем, который хотел проверить, насколько легко сделать вброс.
6 июля 2018 года вышел видеоролик с рекламой парка Горького, сделанный Николаем, который в своей предвыборной программе использовал Сергей Собянин. По словам блогера, его не уведомили, что он будет использован с такими целями.
В конце сентября 2022 года российские СМИ и анонимные телеграм-каналы распространили информацию о том, что Соболев покинул пределы страны из-за риска оказаться мобилизованным. Ранее блогер неоднократно заявлял, что не собирается покидать страну. Позднее Николай опроверг слухи о смене места жительства, подтвердил, что находится за границей, настояв, что это краткосрочная поездка. 11 октября Соболев вернулся в Санкт-Петербург.
С начала вторжения России на Украину Николай Соболев снимает видеоролики на политическую тематику, в которых ранее придерживался умеренных взглядов. Его высказывания не согласовались как с либерально-оппозиционной повесткой, так и с тезисами официальной российской пропаганды, в связи с чем 3 февраля 2023 года Министерством юстиции России внесён в список физических лиц «иностранных агентов». 15 марта 2024 года исключён из реестра «в связи с утратой признаков иностранного агента».

## Издания
- Николай Соболев, Роман Назарчук, Кирилл Жуковский. YouTube: путь к успеху. Как получать фуры лайков и тонны денег. — М.: АСТ, 2017. — 384 с. — (Звезда YouTube). — 6000 экз. — ISBN 978-5-17-100750-8.[31][32]
- Николай Соболев, Роман Назарчук, Кирилл Жуковский. Новый YouTube: путь к успеху. Как получать фуры лайков и тонны денег. — М.: АСТ, 2019. — 350 с. — (Звезда YouTube). — 3000 экз. — ISBN 978-5-17-111784-9.[33][34]

## Участие в проектах
- 2017 — Соболев бомбит (ведущий) (1-12 выпуск)
- 2017 — Comedy Club (гость) (13 сезон 38 выпуск)
- 2017 — А поговорить?  (гость) (1 сезон 1 выпуск)
- 2017— вДудь (гость) (1 сезон 8 выпуск)
- 2018 — Импровизация (гость) (4 сезон 4 выпуск)
- 2018 — Деньги или позор (гость) (4 сезон 3 выпуск)
- 2018 — 2019 Где логика? (гость) (4 сезон 17 выпуск, 5 сезон 6 выпуск)
- 2018 — Прожарка (гость) (1 сезон 2 выпуск)
- 2019 — Студия СОЮЗ (гость) (3 сезон 1 выпуск)
- 2019 — Форт Боярд (участник) (7 сезон 10 выпуск)
- 2019 — Вопрос ребром (гость)
- 2019 — Что было дальше? (гость)
- 2019 — Comment out (гость)
- 2020 — Контакты (гость)
- 2024 — КСТАТИ (гость) (42 выпуск)